# Merana
Merana (Meiran-a [mɛi̯ˈɹɒŋnɐ], in piemontese) è un comune italiano di 181 abitanti della provincia di Alessandria, in Piemonte.

## Storia

### Simboli
Lo stemma e il gonfalone del comune di Merana sono stati concessi con decreto del presidente della Repubblica del 13 dicembre 2011.
Il gonfalone è un drappo di giallo con la bordatura di azzurro.

## Monumenti e luoghi d'interesse

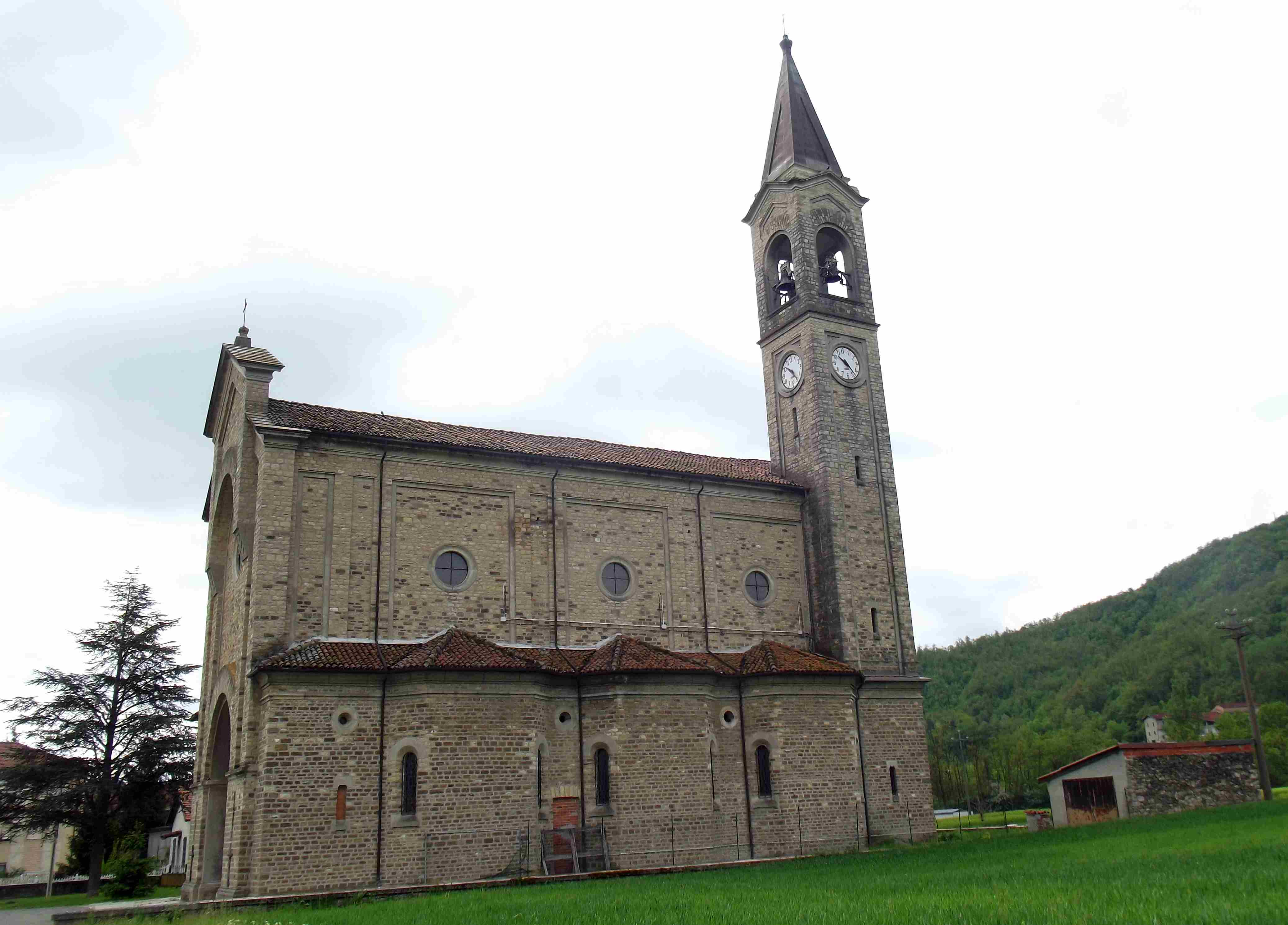
La parrocchiale

- Chiesa parrocchiale di Santa Maria Assunta, inaugurata nel 1941 in sostituzione di una preesistente chiesa collocata sul colle di San Fermo.
- Torre di San Fermo: costruita in pietra di Langa, è alta 25 m e sorge sull'omonimo colle che domina il paese.[5]

## Società

### Evoluzione demografica
Abitanti censiti

## Infrastrutture e trasporti

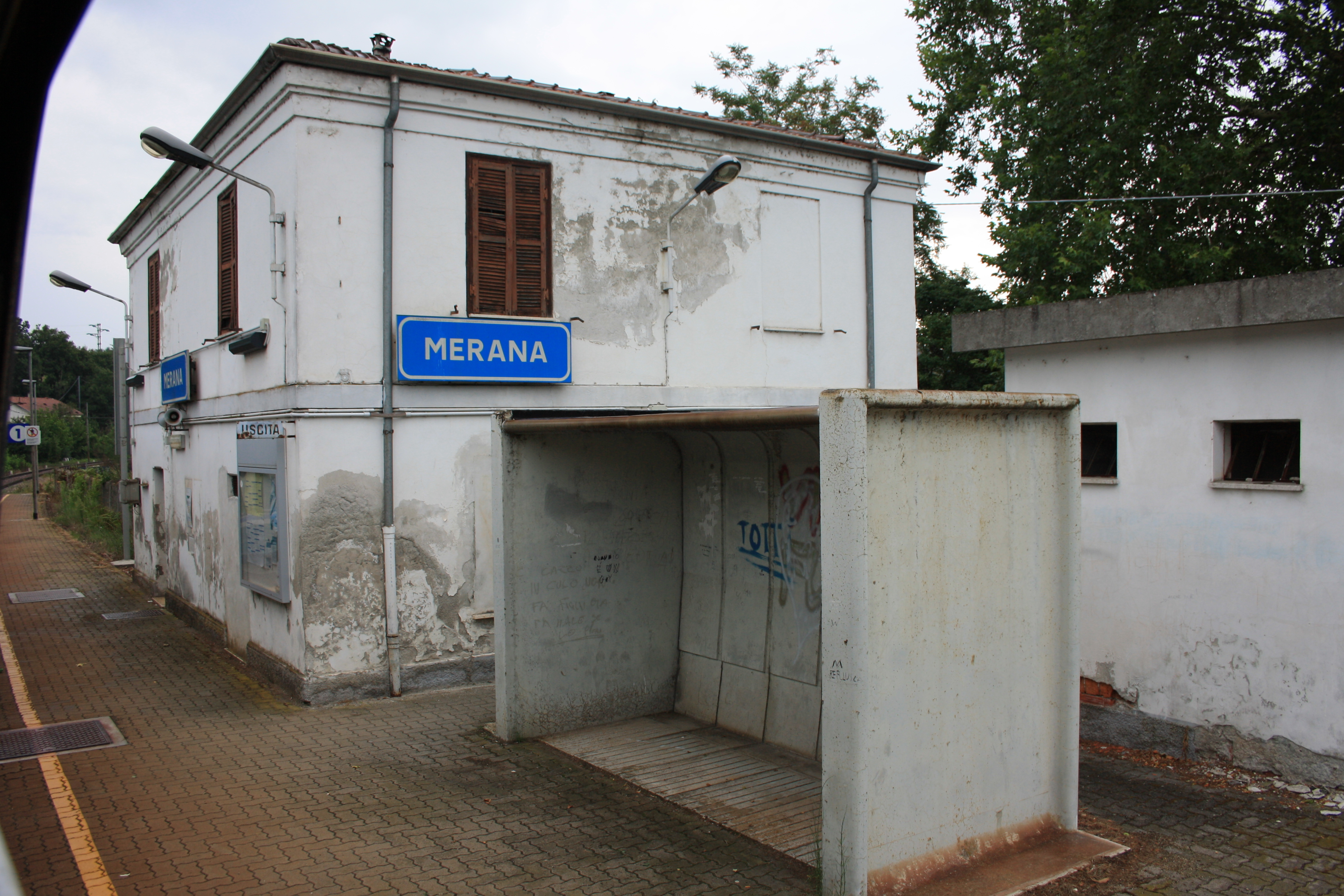
La stazione ferroviaria di Merana

### Strade
Merana è ubicata a cavallo dell'ultimo tratto piemontese della Strada statale 30 di Val Bormida a pochi chilometri dall'innesto della stessa, presso il comune di Piana Crixia (SV) con la ex SS 29 del Colle di Cadibona. Il comune non è raggiungibile direttamente tramite autostrada, pertanto il casello autostradale di Altare sull'Autostrada A6 è l'uscita consigliata per raggiungere la destinazione.

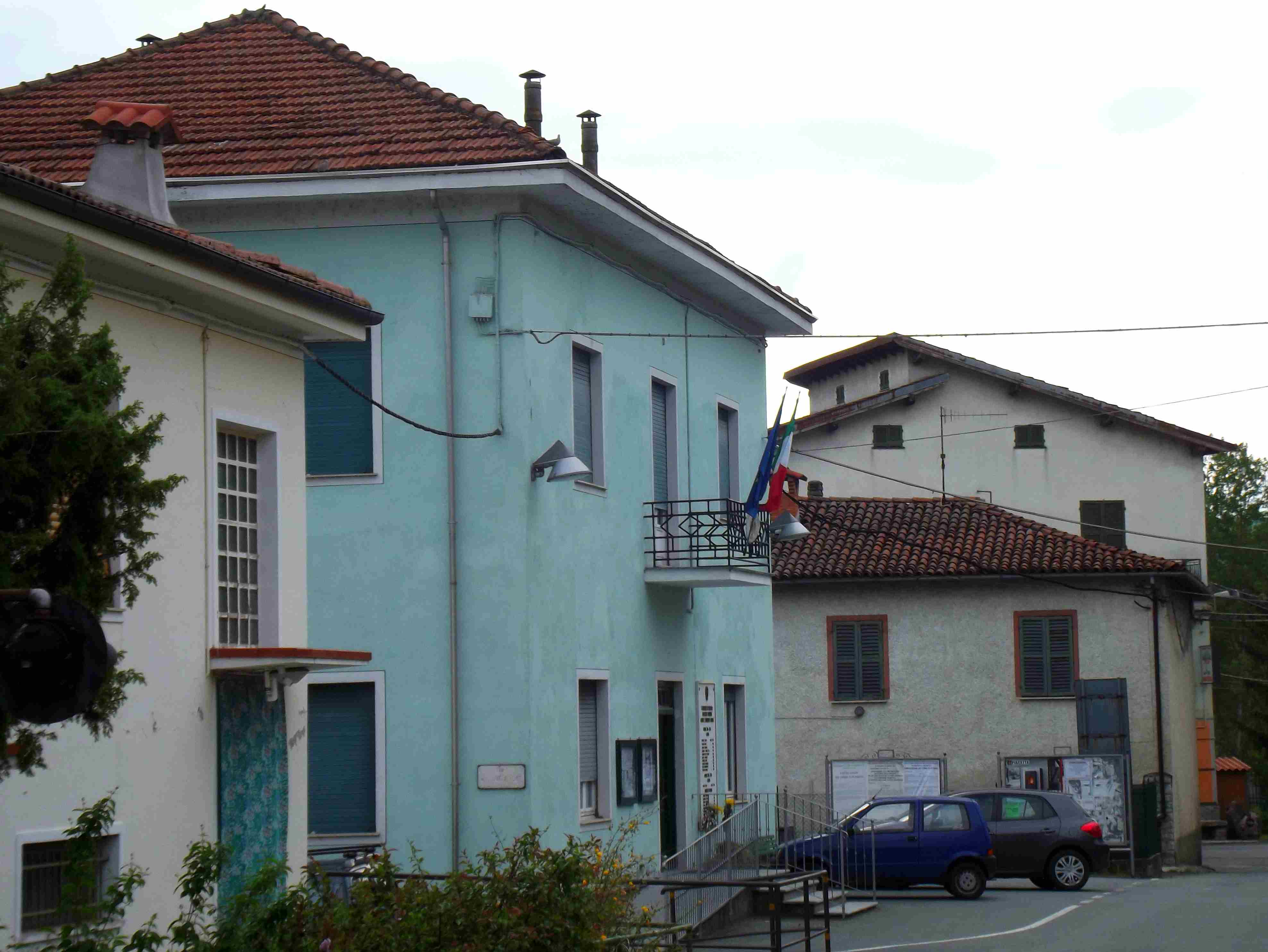
Il municipio

### Ferrovie
Merana è dotata di una stazione ferroviaria posta sulla linea ferroviaria Alessandria-San Giuseppe di Cairo, interessata solo da traffico di tipo regionale.

## Amministrazione
Di seguito è presentata una tabella relativa alle amministrazioni che si sono succedute in questo comune.
| Periodo        | Periodo        | Primo cittadino         | Partito                                 | Carica  | Note  |
| -------------- | -------------- | ----------------------- | --------------------------------------- | ------- | ----- |
| 13 luglio 1988 | 30 maggio 1993 | Lorenzo Garbarino       | Partito Socialista Democratico Italiano | Sindaco | [ 7 ] |
| 7 giugno 1993  | 28 aprile 1997 | Lorenzo Garbarino       | Partito Socialista Democratico Italiano | Sindaco | [ 7 ] |
| 28 aprile 1997 | 14 maggio 2001 | Lorenzo Garbarino       | lista civica                            | Sindaco | [ 7 ] |
| 25 maggio 2001 | 30 maggio 2006 | Angelo Gallo            | lista civica                            | Sindaco | [ 7 ] |
| 30 maggio 2006 | 16 maggio 2011 | Angelo Gallo            | lista civica                            | Sindaco | [ 7 ] |
| 16 maggio 2011 | 6 giugno 2016  | Silvana Sicco           | lista civica: risorgimento rurale       | Sindaco | [ 7 ] |
| 6 giugno 2016  | 3 ottobre 2021 | Claudio Francesco Isola | lista civica: insieme per Merana        | Sindaco | [ 7 ] |
| 3 ottobre 2021 | in carica      | Angelo Gallo            | lista civica: risorgimento rurale       | Sindaco | [ 7 ] |

### Altre informazioni amministrative
Nel 1928 Merana fu inglobata, nell'ambito delle fusioni fasciste, nel comune di Spigno Monferrato, riacquistando la propria autonomia soltanto nel 1947. Dal 1859 fu parte del mandamento di Spigno Monferrato e del circondario di Acqui, fino allo scioglimento di quest'ultimo nel 1926. Fece poi parte del circondario di Alessandria fino allo scioglimento di tutti i mandamenti e i circondari nel 1927.